# Burkina Fasos herrlandslag i fotboll
Burkina Fasos herrlandslag i fotboll, före 1984 Övre Voltas herrlandslag, representerar Burkina Faso i fotboll på herrsidan. Laget kallas Les Etalons (Hingstarna) och kontrolleras av Fédération Burkinabé de Foot-Ball. Första landskampen spelades i Madagaskar den 13 april 1960, där man slog Gabon med 5-4.
Deras bästa resultat i Afrikanska mästerskapet var andraplats 2013. Även om de inte kom med till VM 2006 var laget det enda som slog gruppvinnarna Ghana, med 1-0 på hemmaplan. Yssouf Koné har hjälpt Burkina Faso mycket.

## Afrikanska mästerskapet
Burkina Faso har nått mindre framgångar i Afrikanska cupen. Efter en rad misslyckande kvalade man in 1978. 1978 gick man under namnet Övre Volta och i gruppen hamnade man med Nigeria, Zambia och Ghana. Man förlorade samtliga matcher med 2-4 mot Nigeria, 0-2 mot Zambia och 0-3 mot Ghana. I 1980-talet till mitten av 1990-talet hamnade Burkina Faso i en djup svacka och kvalade inte in mellan 1980 och 1994. I återkomsten 1996 hamnade man med Sierra Leone, Algeriet och Zambia. Burkina Faso lyckades inte heller här, uddamålsförlust mot Sierra Leone (1-2) och Algeriet (1-2) samt en storförlust mot Zambia(1-5).
1998 var man värdland och gjorde sin första lyckade turnering. Det började dock med en förlust mot Kamerun med 0-1. I nästa match lyckades man efter 7 matcher äntligen vinna då man skrällslog Algeriet med 2-1. Kassoum Ouédraogo och Seydou Traorés mål räckte till seger. I nästa match räckte Roméo Kambous mål till en 1-0-vinst över Guinea, och man gick till kvartsfinal där Tunisien väntade. Man ledde med 1-0 innan Tunisien kunde kvittera på övertid. Man vann ändå med 8-7 på straffar då matchen slutat 1-1 i ordinarie tid. I semifinalen förlorade man med 0-2 mot Egypten. I bronsmatchen mot Kongo DR gjorde Burkina Faso fyra mål på 80 minuter, men det räckte inte - Kongo DR gjorde fyra mål den sista kvarten! Kongo DR kunde sen gå av som vinnare på straffar.
2000 kunde Burkina Faso inte göra en bra turnering. Den enda poängen kom efter 1-1 mot Zambia. Mot Senegal och Egypten förlorade man. 2002 blev också illa. Man förlorade sedan med 1-2 mot Marocko. Mot Ghana ledde man med 1-0 men Ghana gjorde 1 och 2-1 på övertid. 2004 blev ännu ett misslyckande. Efter 0-0 mot Senegal följde 1-3 mot Mali och 0-3 mot Kenya som inte vunnit på 13 matcher. Burkina Faso har nu inte vunnit på 12 matcher under ordinarie tid. Efter att ha missat två raka Afrikanska Mästerskap så är Burkina Faso tillbaka 2010.

## Anmärkningslista
1. ↑  UPV som Övre Volta.